# Wyścigowe Samochodowe Mistrzostwa Polski 1959
Sezon 1959 był siódmym sezonem Wyścigowych Samochodowych Mistrzostw Polski.
Sezon liczył cztery eliminacje na torach w Opolu, Lublinie, Wrocławie i Częstochowie. Po raz pierwszy w historii WSMP zawody były rozgrywane bez podziału na klasy.

## Zwycięzcy
| Data            | Tor         | Zwycięzca (kierowcy) | Samochód    | Zwycięzca (zespoły)      |
| --------------- | ----------- | -------------------- | ----------- | ------------------------ |
| 7 czerwca       | Opole       | Jerzy Jankowski      | Rak-Triumph | Automobilklub Warszawski |
| ?               | Lublin      | Jerzy Jankowski      | Rak-Triumph | Automobilklub Warszawski |
| 20 września     | Wrocław     | Rudolf Wrocławski    | SAM-Lancia  | Automobilklub Śląski     |
| 11 października | Częstochowa | Longin Bielak        | Krab 75-HRD | Automobilklub Warszawski |

## Klasyfikacje
| Poz. | Kierowca          | Samochód                                    | Zespół                   |
| ---- | ----------------- | ------------------------------------------- | ------------------------ |
| 1    | Rudolf Wrocławski | SAM-Lancia                                  | Automobilklub Śląski     |
| 2    | Jerzy Jankowski   | Rak-Triumph                                 | Automobilklub Warszawski |
| 3    | Longin Bielak     | Krab 75-Royal; Krab 75-Triumph; Krab 75-HRD | Automobilklub Warszawski |